# Chrysometa ramon
Chrysometa ramon là một loài nhện trong họ Tetragnathidae.
Loài này thuộc chi Chrysometa. Chrysometa ramon được Herbert W. Levi miêu tả năm 1986.